# Detektyw Monk
Detektyw Monk (ang. Monk) – amerykański kryminalno-komediowy serial telewizyjny stworzony przez Andy’ego Breckmana, w którym główną rolę Adriana Monka grał Tony Shalhoub. Serial liczył 125 odcinków podzielonych na osiem serii, był emitowany od 12 lipca 2002 do 4 grudnia 2009 w stacji telewizyjnej USA Network.
Producentami serialu byli Mandeville Films and Touchstone Television (chociaż podczas emitowania serialu nazwa firmy została zmieniona na ABC Studios, logo Touchstone Television pozostało niezmienione, co czyni Detektywa Monka ostatnim serialem, w którym pojawia się to logo) we współpracy z Universal Television.
W Polsce pierwszy sezon pojawił się w Canal+ 3 kwietnia 2003, a latem 2009 rozpoczęto emisję ostatniego sezonu.
Serial nosi tytuł najczęściej oglądanego dramatu odcinkowego w historii telewizji kablowej, który wcześniej posiadał serial kryminalny Podkomisarz Brenda Johnson (ang. The Closer). Ostatni odcinek serialu, pt. Pan Monk i Koniec – Część II (ang. Mr. Monk and the End – Part II), osiągnął rekord oglądalności, uzyskując wynik 9,4 mln widzów, w tym 3,2 mln w wieku 18-49 lat.

## Fabuła
Adrian Monk (Tony Shalhoub) po śmierci żony, Trudy (Stellina Rusich/Melora Hardin), która zginęła wskutek wybuchu bomby w samochodzie, mierzy się z zaburzeniami psychicznymi, przez co traci pracę w policji. Dzięki pomocy osobistej pielęgniarki Sharony Fleming (Bitty Schram) częściowo wraca do zdrowia, dzięki czemu obejmuje posadę konsultanta departamentu policji w San Francisco. Pomagając kapitanowi Lelandowi Stottlemayerowi (Ted Levine) w rozwiązaniu kryminalnych zagadek, uporczywie myśli o odnalezieniu mordercy żony. Po nagłym wyjeździe Sharony do New Jersey asystentką Monka zostaje Natalie Teeger (Traylor Howard), którą poznał, pracując nad jedną ze spraw.

## Bohaterowie

### Główni bohaterowie
- Adrian Monk (Tony Shalhoub: wszystkie 125 odcinków) – były funkcjonariusz policji pracującym w wydziale zabójstw, następnie prywatny konsultant policji San Francisco[1]. Ma poważne zaburzenia obsesyjno-kompulsyjne[1] i wiele fobii, boi się m.in. dużych wysokości, małych pomieszczeń, kontaktów fizycznych między ludźmi i bakterii. Był żonaty z Trudy, która zginęła w zamachu bombowym w niewyjaśnionych okolicznościach, co nie daje mu spokoju.
- Sharona Fleming (Bitty Schram: 39 odcinków[2]) – pielęgniarka Monka i jego osobista asystentka (w sezonach 1-3). Ma dwunastoletniego syna Benjy'ego. W połowie trzeciego sezonu wróciła do swojego byłego męża i przeniosła się do New Jersey, nie zostawiając Monkowi żadnej wiadomości. Powróciła na chwilę w ostatnim sezonie, w odcinku Pan Monk i Sharona.
- Natalie Teeger (Traylor Howard: 87 odcinków) – osobista asystentka Monka (w sezonach 3-8). Zajęła miejsce Sharony Fleming po jej wyjeździe. Mieszka razem z córką Julie. Jej mąż, Mitch, zginął w Kosowie. Po raz pierwszy pojawiła się w odcinku Pan Monk i temat zastępczy.
- kapitan Leland Stottlemeyer (Ted Levine: 125 odcinków) – naczelnik wydziału zabójstw policji w San Francisco. W czasie służby Monka w policji byli dobrymi przyjaciółmi. W pierwszym sezonie jest niechętnie do niego nastawiony i nigdy nie zgadza się z jego zdaniem. Współpracują ze sobą w czasie rozwiązywania zagadkowych morderstw.
- oficer Randy Disher (Jason Gray-Stanford: 125 odcinków) – porucznik policji w wydziale zabójstw policji w San Francisco, podwładny Lelanda Stottlemeyera. Jest bardzo naiwny i znany ze swoich wyolbrzymionych teorii na temat rozwiązywanych spraw.

### Bohaterowie drugoplanowi
- dr Charles Kroger (Stanley Kamel: 44 odcinki) – psychiatra Adriana Monka. Później zastąpiony przez dr. Nevena Bella (z powodu nagłej śmierci Kamela). Pierwszy odcinek siódmej serii był dedykowany ku jego pamięci.
- Benjamin „Benjy” Fleming (Kane Ritchotte: 15 odcinków) – syn Sharony Fleming.
- Trudy Monk (Stellina Rusich: 6 odcinków w pierwszych dwóch sezonach; Melora Hardin: 10 odcinków w następnych sezonach) – żona Adriana Monka, byli małżeństwem przez siedem lat. Występuje w kilku odcinkach w postaci ducha, który w czasie snu Adriana pomaga mu podjąć właściwą decyzję, dodaje sił i otuchy, a także w jego wspomnieniach.
- Ambrose (Ambroży) Monk (John Turturro: 3 odcinki) – brat Adriana Monka, który, podobnie jak on, ma wiele fobii.
- Julie Teeger (Emmy Clarke: 24 odcinki) – córka asystentki Monka, Natalie Teeger.
- Jack Monk (Dan Hedaya: 2 odcinki) – ojciec detektywa Monka. W dzieciństwie opuścił rodzinę. Pojawił się dopiero w czwartym sezonie serialu w odcinku Pan Monk wraca do domu.
- Harold Krenshaw (Tim Bagley: 9 odcinków) – pacjent dr. Krogera, z którym Adrian Monk rywalizuje oraz ciągle się sprzecza ze względu na podobne fobie.
- Linda Fusco (Sharon Lawrence: 3 odcinki) – agentka nieruchomości, czteroodcinkowa sympatia Lelanda Stottlemeyera. Romans ten kończy się zdemaskowaniem jej jako morderczyni.
- Dale „Kaszalot” Biederbeck (Adam Arkin: 1 odcinek w pierwszym sezonie; Tim Curry: 1 odcinek w drugim sezonie; Ray Porter: 1 odcinek w trzecim sezonie) – największy i najbardziej znienawidzony rywal Monka. Pierwszy raz pojawia się w czwartym odcinku pierwszej serii, Monk spotyka Dale’a.
- Kevin Dorfman (Jarrad Paul: 5 odcinków) – gadatliwy i raczej męczący sąsiad Monka. W odcinku Pan Monk i gazeciarz wygrywa w lotto 43 mln dolarów, które szybko traci skutkiem nieprzemyślanych inwestycji, dwóch rozwodów i nieuczciwego księgowego. Ginie zamordowany w odcinku Pan Monk i magik.

## Gościnne występy
- odc. 1.4 pt. Mr. Monk Meets Dale the Whale – Adam Arkin
- odc. 1.12 pt. Mr. Monk And The Red-Headed Stranger – Willie Nelson
- odc. 1.13 pt. Mr. Monk and the Airplane (i w czterech innych) – Brooke Adams
- odc. 2.4 pt. Mr. Monk Goes to the Circus – Lolita Davidovich
- odc. 2.5 pt. Mr. Monk and the Very, Very Old Man – Kurt Fuller
- odc. 2.6 pt. Mr. Monk Goes to the Theater – Melissa George
- odc. 2.12 pt. Mr. Monk and the T.V. Star – Billy Burke
- odc. 2.14 pt. Mr. Monk and the Captain's Wife – Daniel Goddard
- odc. 2.15 pt. Mr. Monk Gets Married – Nestor Carbonell
- odc. 2.16 pt. Mr. Monk Goes to Jail gościnnie wystąpili Kathy Baker, Danny Trejo i Tim Curry
- odc. 3.2 pt. Mr. Monk And The Panic Room – Carmen Electra
- odc. 3.4 pt. Mr. Monk Gets Fired – Molly Hagan
- odc. 3.5 pt. Mr. Monk Meets the Godfather – Philip Baker Hall
- odc. 3.6 pt. Mr. Monk and the Girl Who Cried Wolf – Emma Caulfield
- odc. 3.7 pt. Mr. Monk and the Employee of the Month – Michael Weston
- odc. 3.13 pt. Mr. Monk Gets Stuck In Traffic – zespół KoЯn
- odc. 3.14 pt. Mr. Monk Goes to Vegas – James Brolin
- odc. 4.1 pt. Mr. Monk and the Other Detective – Jason Alexander
- odc. 4.4 pt. Mr. Monk Goes to the Office – Eddie McClintock
- odc. 4.5 pt. Mr. Monk Gets Drunk – Paul Ben-Victor
- odc. 4.8 pt. Mr. Monk and Little Monk – Brett Cullen
- odc. 4.10 pt. Mr. Monk Goes to a Fashion Show gościnnie wystąpili Malcolm McDowell i Mini Anden
- odc. 4.13 pt. Mr. Monk and the Big Reward – DJ Qualls
- odc. 4.14 pt. Mr. Monk and the Astronaut – Jeffrey Donovan
- odc. 4.15 pt. Mr. Monk Goes to the Dentist – Jon Favreau
- odc. 5.1 pt. Mr. Monk and the Actor – Stanley Tucci
- odc. 5.2 pt. Mr. Monk and the Garbage Strike – Alice Cooper
- odc. 5.3 pt. Mr. Monk and the Big Game – Jennifer Lawrence
- odc. 5.5 pt. Mr. Monk, Private Eye – Odette Yustman
- odc. 5.9 pt. Mr. Monk Meets His Dad – Dan Hedaya
- odc. 5.12 pt. Mr. Monk Is at Your Service – Sean Astin
- odc. 5.14 pt. Mr. Monk Visits a Farm – James Gammon
- odc. 5.16 pt. Mr. Monk Goes to the Hospital – Charles Durning
- odc. 6.2 pt. Mr. Monk And The Rapper gościnnie wystąpili Snoop Dogg i Kurupt
- odc. 6.3 pt. Mr. Monk and the Naked Man – Alfred Molina
- odc. 6.5 pt. Mr. Monk and the Birds and the Bees – Vincent Ventresca
- odc. 6.12 pt. Mr. Monk Goes to the Bank – Dan Castellaneta
- odc. 6.14 pt. Mr. Monk Paints His Masterpiece gościnnie wystąpili Peter Stormare i Victoria Tennant
- odc. 6.15-16 pt. Mr. Monk Is on the Run – Scott Glenn
- odc. 7.2 pt. Mr. Monk and the Genius – David Strathairn
- odc. 7.4 pt. Mr. Monk Takes a Punch – Robert Loggia
- odc. 7.5 pt. Mr. Monk Is Underwater (a także w 8.15-16) – Casper Van Dien
- odc. 7.6 pt. Mr. Monk Falls In Love – Joanna Pacuła
- odc. 7.10 pt. Mr. Monk's Other Brother – Steve Zahn
- odc. 7.11 pt. Mr. Monk on Wheels – Bradley Whitford
- odc. 7.12 pt. Mr. Monk and the Lady Next Door – Gena Rowlands
- odc. 7.14 pt. Mr. Monk and the Bully – Noah Emmerich
- odc. 8.2 pt. Mr. Monk and the Foreign Man – Adewale Akinnuoye-Agbaje
- odc. 8.3 pt. Mr. Monk and the UFO – Daniel Stern
- odc. 8.5 pt. Mr. Monk Takes the Stand gościnnie wystąpili Jay Mohr i Jonathan Lipnicki
- odc. 8.7 pt. Mr. Monk and the Voodoo Curse – Meat Loaf
- odc. 8.9 pt. Happy Birthday, Mr. Monk (a także w 8.13 i 8.16) – Virginia Madsen
- odc. 8.13 pt. Mr. Monk Is the Best Man – Teri Polo
- odc. 8.15 pt. Mr. Monk and the End: Part 1 gościnnie wystąpili Ed Begley Jr. i Craig T. Nelson
- W 100. odcinku serialu wystąpiło dużo sławnych osób, jak: John Turturro, Eric McCormack, Sarah Silverman, Howie Mandel, Andy Richter, Brooke Adams, Tim Bagley, Angela Kinsey, Melora Hardin, David Koechner, Kathryn Joosten, Ernie Grunwald i Ricardo Chavira

## Seria książek
O przygodach detektywa Monka opowiadają też książki. Autorem pierwszych piętnastu jest Lee Goldberg, a kolejnych czterech Hy Conrad. Więcej książek nie zostanie wydanych.

- Detektyw Monk i straż pożarna,
- Detektyw Monk jedzie na Hawaje,
- Detektyw Monk i strajk policji,
- Detektyw Monk i dwie asystentki,
- Detektyw Monk i kosmos,
- Detektyw Monk jedzie do Niemiec,
- Detektyw Monk jedzie do Paryża,
- Detektyw Monk i brudny glina,
- Detektyw Monk w Opałach,
- Detektyw Monk czystym bankrutem,
- Detektyw Monk wyrusza w podróż,
- Detektyw Monk na kanapie[6],
- Detektyw Monk na patrolu[7],
- Detektyw Monk w rozterce[8],
- Detektyw Monk wyrównuje rachunki[9],
- Mr. Monk Helps Himself[10],
- Mr. Monk Gets on Board[11],
- Mr. Monk Is Open for Business[12]
- Mr. Monk and the New Lieutenant[13]

W Polsce książki o detektywie Monku do 15 części wydawał Dom Wydawniczy „Rebis”. Publikacja pozostałych nie nastąpi z powodu spadku zainteresowania.